# خوان کارلوس چاوس
خوان کارلوس چاوس (اسپانیایی: Juan Carlos Chávez‎؛ زادهٔ ۱۸ ژانویهٔ ۱۹۶۷) بازیکن سابق و مربی فوتبال اهل مکزیک است.
از باشگاه‌هایی که در آن بازی کرده‌است می‌توان به باشگاه فوتبال پاچوکا و باشگاه فوتبال اطلس اشاره کرد.
وی همچنین در تیم ملی فوتبال مکزیک بازی کرده‌است.
وی در مسابقات کشوری و بین‌المللی در مجموع برندهٔ ۱ مدال برنز شده‌است.